# أحمد باشا الهرسكي
أحمد باشا الهرسكي(البوسنية: Ahmed-paša Hercegović) عرف في طفولته باسم ستيفان هرسكوفيتش. وهو الصدر الاعظم التاسع عشر للسلطنة العثمانية، وقد تقلد المنصب أكثر من مره في كل من عهد السلطان بايزيد الثاني والسلطان سليم الأول ما بين أعوام 1497 و 1516م ما مجموعه السبع سنوات تقريبا.
ستيفان ولد من أسرة كوساتشا العريقة في عام 1459م. كان الابن الثالث لستيفان فوكاتشيش كوساتشا (دوق سانت سافا) أقوى النبلاء في مملكة البوسنة. كان لستيفان أشقاء من جهة والده، من زواجه الأول بالملكة كاترينا التي أصبحت زوجة للملك ستيفان توماس، أحدهم فلاديسلاف هرسكوفيتش الذي خلف والده كدوق لسانت سافا.عائلة ستيفان كانت تنتمي إلى الكنيسة البوسنية، ولكن إيمانهم  المسيحي كان هش مثل معظم مواطنيهم، أخته غير الشقيقة تحولت إلى الكاثوليكية الرومانية عند الزواج، في حين ستيفان نفسه تحول إلى الإسلام وغير اسمه إلى أحمد بعد انتقاله إلى القسطنطينية في حوالي 1473. أحمد باشا تبوء منصب الصدر الاعظم خمس مرات بالإضافة إلى انه شغل مناصب عسكرية أخرى. في 1484 تزوج من هوندي خاتون ابنة السلطان بايزيد الثاني.  توفي في 21 تموز / يوليه 1517 لأسباب طبيعية، في نهاية عهد سليم الأول.